# Macarena Pérez
Macarena Valentina Pérez Grasset, née le 19 décembre 1996 à Santiago du Chili, est une cycliste chilienne spécialiste du BMX freestyle. Elle s'illustre dans la catégorie BMX freestyle « Park ».

## Biographie
Macarena Pérez commence à faire du BMX à l'âge de 11 ans avec son frère. En 2017, lors des premiers championnats du monde de cyclisme urbain, elle se qualifie pour la finale, mais déclare forfait sur blessure. L'année suivante, elle atteint à nouveau la finale de cette compétition et en 2019, elle remporte la médaille d'argent derrière Hannah Roberts. Selon sa propre déclaration, cette médaille est une surprise et signifie également une qualification pour les Jeux olympiques de 2020. 
En 2021, elle ouvre la compétition olympique de BMX freestyle lors des qualifications, apportant ainsi la première performance de ce sport dans l'histoire olympique. Au cours de la finale, elle termine à la huitième place sur neuf participantes. En 2022, elle remporte les Jeux sud-américains et en 2023, elle gagne les championnats panaméricains. En décembre de cette même année, elle devient également la première championne chilienne dans cette discipline.
Pérez est montée sur plusieurs podiums de la Coupe du monde de BMX freestyle entre 2017 et 2024. Son meilleur résultat au classement général est une troisième place en 2017.

## Palmarès en BMX freestyle

### Jeux olympiques
- Tokyo 2020
  - 8e du BMX freestyle Park
- Paris 2024
  - 5e du BMX freestyle Park

### Championnats du monde
- Chengdu 2019
  -  Médaillée d'argent du BMX freestyle Park

### Coupe du monde
- Coupe du monde de BMX freestyle
  - 2017 : 3e du classement général

### Championnats panaméricains
- Lima 2021
  -  Médaillée de bronze du BMX freestyle Park
- Asuncion 2023
  -  Championne panaméricaine de BMX freestyle Park
- Santiago 2024
  -  Championne panaméricaine de BMX freestyle Park

### Cyclisme aux Jeux panaméricains
- Lima 2019
  -  Médaillée d'argent du BMX freestyle Park
- Santiago 2023
  -  Médaillée d'argent du BMX freestyle Park

### Cyclisme aux Jeux sud-américains
- Asuncion 2022
  -  Médaillée d'or du BMX freestyle Park

### Championnats du Chili
- 2023
  -  Championne du Chili de BMX freestyle Park